# Liga Provincial de Fútbol de Chachapoyas
La Liga Provincial de Fútbol de Chachapoyas pertenece a la provincia de Chachapoyas del Departamento de Amazonas. Esta liga saca al campeón y subcampeón provincial para compita en la etapa departamental para que represente a la provincia a la Copa Perú. Si los equipos pasan la etapa departamental van a la regional y después a la nacional. Este certamen es disputado anualmente por los campeones y subcampeones distritales de la misma provincia, generalmente esta etapa se realiza entre los meses de mayo y agosto.

## Ligas Distritales
La Liga Provincial administra a dos Ligas Distritales:
- Liga distrital de Chachapoyas
- Liga distrital de la Cuenca del Sonche (inactiva)

## Últimos campeones
| Año  | Campeón                                   | Distrito                                  | Subcampeón                                | Distrito                                  |
| ---- | ----------------------------------------- | ----------------------------------------- | ----------------------------------------- | ----------------------------------------- |
| 2009 | Deportivo Hospital                        | Chachapoyas                               | Unión Santo Domingo                       | Chachapoyas                               |
| 2010 | Higos Urco                                | Chachapoyas                               | Unión Santo Domingo                       | Chachapoyas                               |
| 2011 | Juventud Dinámica Tushpuna                | Chachapoyas                               | Unión Santo Domingo                       | Chachapoyas                               |
| 2012 | Deportivo Sachapuyos                      | Chachapoyas                               | Higos Urco                                | Chachapoyas                               |
| 2013 | Deportivo Hospital                        | Chachapoyas                               | Higos Urco                                | Chachapoyas                               |
| 2014 | Unión Santo Domingo                       | Chachapoyas                               | Higos Urco                                | Chachapoyas                               |
| 2015 | Unidos Por El Progreso                    | Chachapoyas                               | Deportivo Hospital                        | Chachapoyas                               |
| 2016 | Higos Urco                                | Chachapoyas                               | Unión Santo Domingo                       | Chachapoyas                               |
| 2017 | Unión Santo Domingo                       | Chachapoyas                               | Deportivo Sachapuyos                      | Chachapoyas                               |
| 2018 | Deportivo Sachapuyos                      | Chachapoyas                               | Alipio Ponce                              | Chachapoyas                               |
| 2019 | UNTRM                                     | Chachapoyas                               | Deportivo Sachapuyos                      | Chachapoyas                               |
| 2020 | No se disputó por la Pandemia de COVID-19 | No se disputó por la Pandemia de COVID-19 | No se disputó por la Pandemia de COVID-19 | No se disputó por la Pandemia de COVID-19 |
| 2021 | No se disputó por la Pandemia de COVID-19 | No se disputó por la Pandemia de COVID-19 | No se disputó por la Pandemia de COVID-19 | No se disputó por la Pandemia de COVID-19 |
| 2022 | Deportivo Sachapuyos                      | Chachapoyas                               | Unión Santo Domingo                       | Chachapoyas                               |
| 2023 | Deportivo Municipal                       | Chachapoyas                               | Unión Santo Domingo                       | Chachapoyas                               |
| 2024 | Amazonas FC                               | Chachapoyas                               | Unión Santo Domingo                       | Chachapoyas                               |
| 2025 | No se disputó                             | No se disputó                             | No se disputó                             | No se disputó                             |